# Montargis
Montargis (wymowaⓘ) – miejscowość i gmina we Francji, w Regionie Centralnym-Dolinie Loary, w departamencie Loiret.
Według danych na rok 1990 gminę zamieszkiwało 15 020 osób, a gęstość zaludnienia wynosiła 3368 osób/km² (wśród 1842 gmin Regionu Centralnego Montargis plasuje się na 20. miejscu pod względem liczby ludności, natomiast pod względem powierzchni na miejscu 1379.).
Z miejscowością Montargis wiąże się legenda o Psie Aubry'ego.